# Miloslav Hejný
Miloslav Hejný (23. října 1925, Praha-Holešovice – 19. dubna 2013, Praha) byl český sochař, ilustrátor a grafik.

## Život

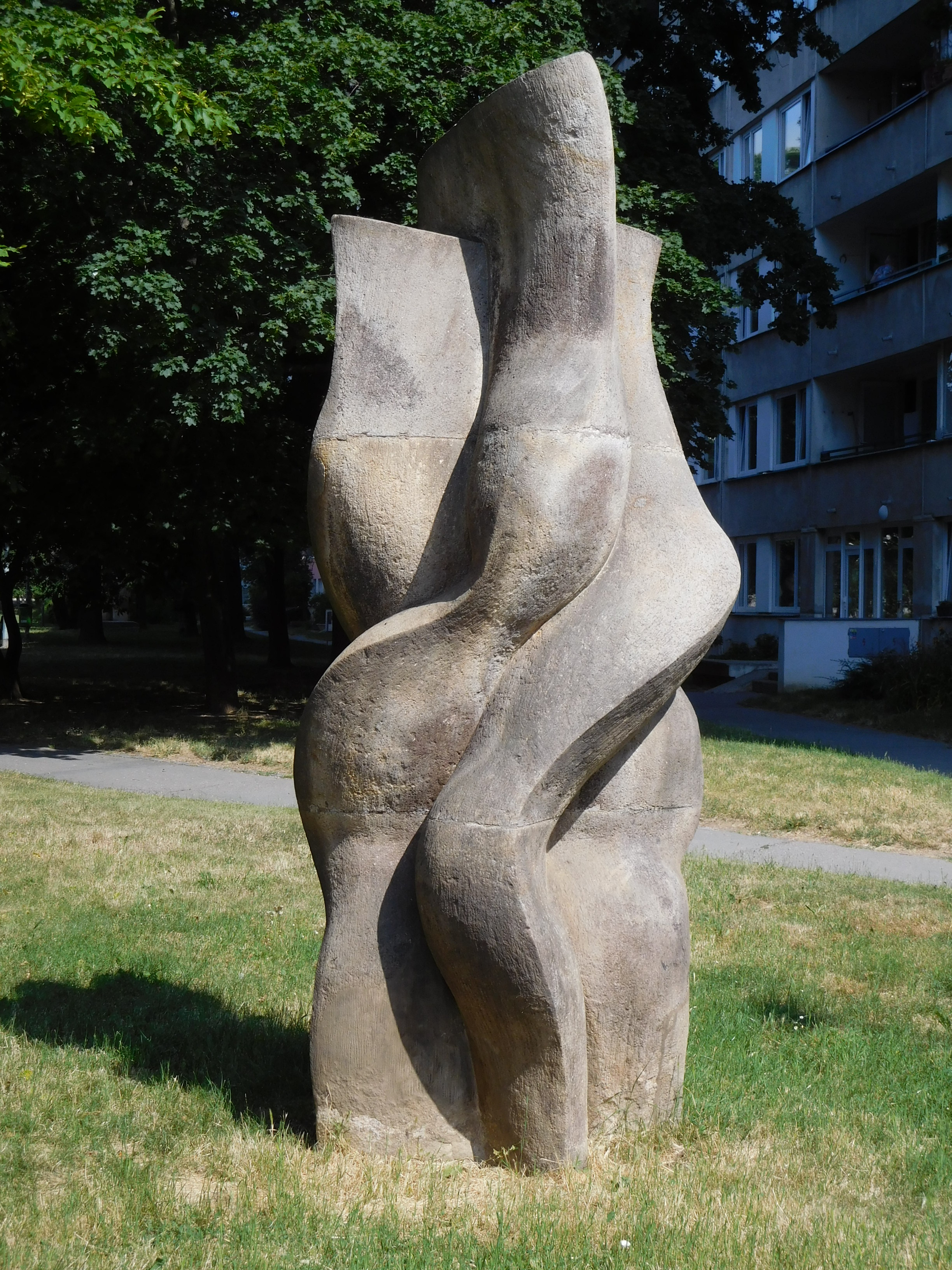
Šroubovice, 1970

Miloslav Hejný se narodil jako jediné dítě Janu a Anežce Hejným ve Veletržní ulici v Praze na Letné. Jeho otec byl zaměstnán jako jemný mechanik a dílovedoucí ve Švýcarské strojní firmě Landis und Gyr. Hejný studoval na holešovické reálce, později přestoupil na Grafickou školu v Praze na Smíchově, kde jej v letech 1942 a 1943 vedl prof. Jaroslav Vodrážka v kresbě, ryteckých technikách a typografii. Mezi jeho spolužáky patřili Karel Hladík, Mikuláš Medek a Vladimír Fuka, který jej seznámil s Josefem Sudkem a jeho ateliérem na Újezdě.

## Výstavy
Autorské
- 1964 – Plastiky a kresby, Galerie na Karlově náměstí, Praha
- 1965 – Plastiky, Výstavní síň Dílo, Ostrava-město
- 2011 – Černý herbář / Zingiber, Galerie bratří Špillarů, Domažlice
- 2014 – Černý herbář - Zingiber (zázvor), Galerie Jiřího Jílka, Šumperk

## Dílo
Výběr z díla

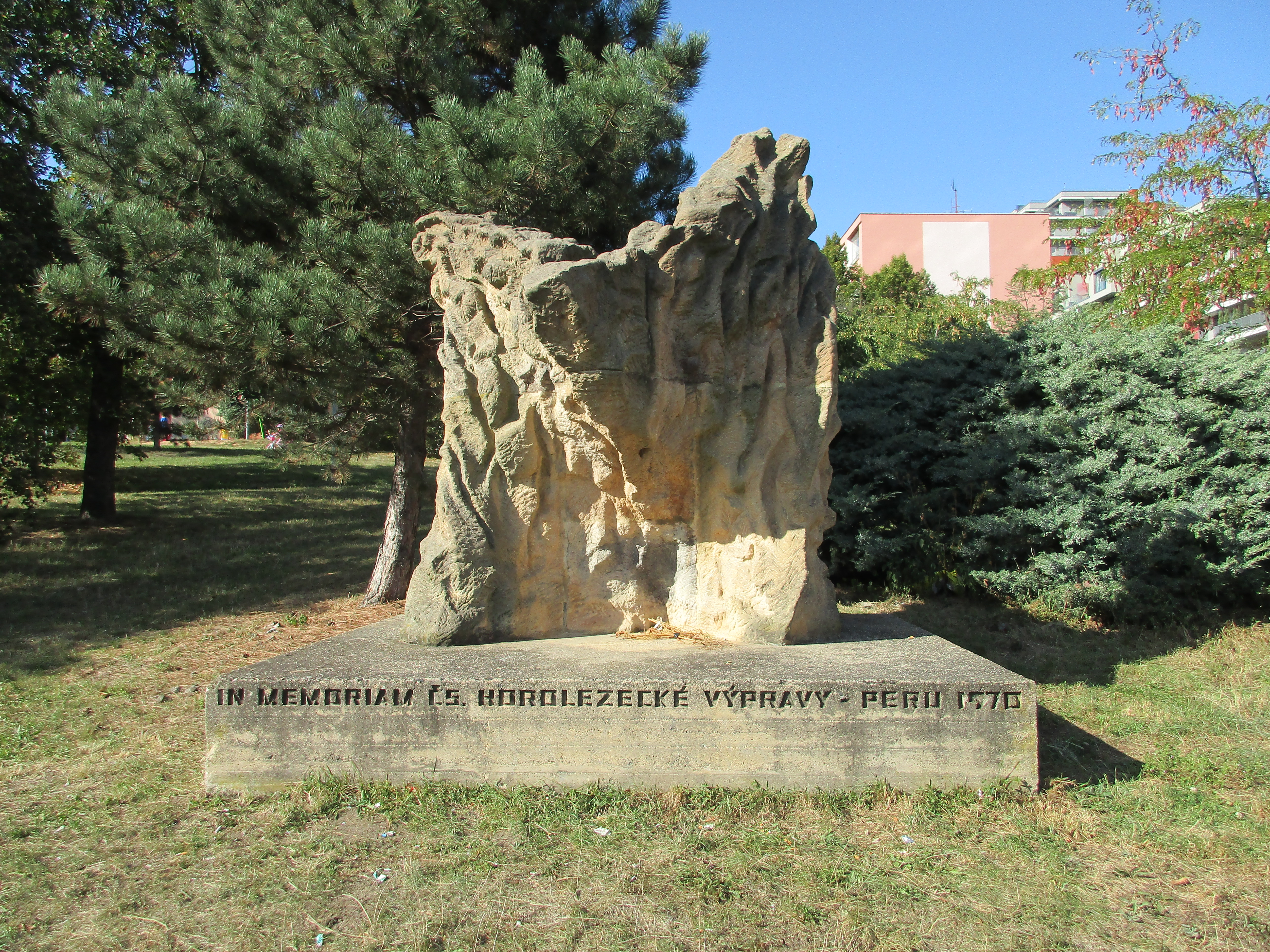
Pomník obětem výpravy v Peru 1970

- 1955 – Socha Bol pro Krematorium Motol, Praha 5-Motol
- 1970 – Zlatá brána, Ostrava
- 1970 – Šroubovice, Praha 9-Prosek
- 1970 – Začarovaný les, Fairmont Golden Prague, Praha 1-Staré Město
- 1972 – Život, Praha 10-Strašnice
- 1987 – Reliéf Bílý beránek a nápis na fasádě, Třeboň